# Подере Колмате (Пистоја)
Подере Колмате је насеље у Италији у округу Пистоја, региону Тоскана.
Према процени из 2011. у насељу је живело 139 становника. Насеље се налази на надморској висини од 32 м.